# تندپایان
تندپایان (نام علمی: Ocypodidae) نام یک تیره از بالاخانواده تندپاواران است.